# Cabrières (Hérault)
Cabrières er en by i Hérault, i Sydfrankrig.